# Famille Erkedy
La famille Erkedy, parfois orthographiée Erkedi,  est une famille noble hongroise dont les origines connues remontent au XIIIe siècle.

## Histoire
La première mention connue de cette famille remonte à 1293 lorsque le roi André III de Hongrie missionna János Erkedy pour examiner les limites territoriale du village de Kérő (aujourd'hui Băița en Roumanie) qui appartenait alors au comitat de Szolnok et dont le roi avait fait donation au fils d'István de Mátyás Csáni, à ses frères et à leurs descendants.
En 1349, Jakab Erkedy était propriétaire de terres à Kusaly (aujourd'hui Coșeiu en Roumanie) toujours dans le comitat de Szolnok.
Une nouvelle mention de cette famille est faite le 19 septembre 1368, date avant laquelle Jakcsi Kusalyi prêta serment contre Fülöp Erkedy lors d'un procès au sujet de Kirva (aujourd'hui Chilioara en Roumanie). Quelques décennies plus tard, Simon Erkedy devint l'avocat de Damján Menyői et de György Veres de Deésháza qui firent un procès contre les fils de la famille Jakcsi de Kusaly concernant une propriété de Deésháza (aujourd'hui Déjà en Roumanie).